# Charles Paulet
Pour les articles homonymes, voir Paulet.
Charles Paulet fut un secrétaire du roi durant l'époque du règne d'Henri IV connu pour avoir donné son nom à la taxe paulette, en 1604. Par analogie et par extension lui doit aussi le verbe pauleter : « payer la paulette ».

## Famille
- Angélique Paulet, fille, précieuse, amie de Ninon de Lenclos, « la belle Lionne », admirée d'Henri IV.